# Constant Puyo

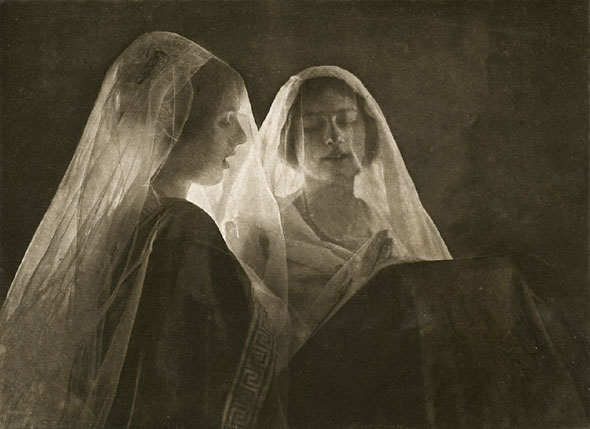
Heliograbado, 1899.

Constant Puyo (1857-1933), aunque prefería que le llamasen Comandante Puyo, fue un fotógrafo francés que destacó en el estilo pictorialista, siendo muy conocido por las manipulaciones de sus obras proporcionándoles un acabado similar a las pinturas.
Realizó estudios en la École polytechnique y fue militar de artillería hasta 1902 en que la abandonó con el grado de comandante. Su actividad fotográfica se remonta a 1880 cuando se convierte en una pasión para él, a partir de ese momento comienza a participar en los círculos fotográficos donde conoce a  Émile Fréchon y Robert Demachy con los que compartiría planteamientos fotográficos y el uso de técnicas como la goma bicromatada, la impresión al carbono y otras. Sin embargo su principal aportación a los procedimientos pictorialistas fue la puesta a punto, en colaboración con Jean Leclerc de Pulligny, de una cámara fotográfica con la que realizar el conocido flou artístico que consistía en un pequeño desenfoque que suavizaba los retratos.
Fue miembro honorífico de The Linked Ring y participó en la Société française de photographie aunque al mostrarse como gran defensor de los principios estéticos del pictorialismo tuvo polémicas, así en 1894 se integró en el Photo Club de París del que fue nombrado presidente en 1921 y donde publicaba con frecuencia sobre las técnicas en su Revue française de photographie. Está considerado como uno de los pictorialistas más importantes de Francia.